# Talling

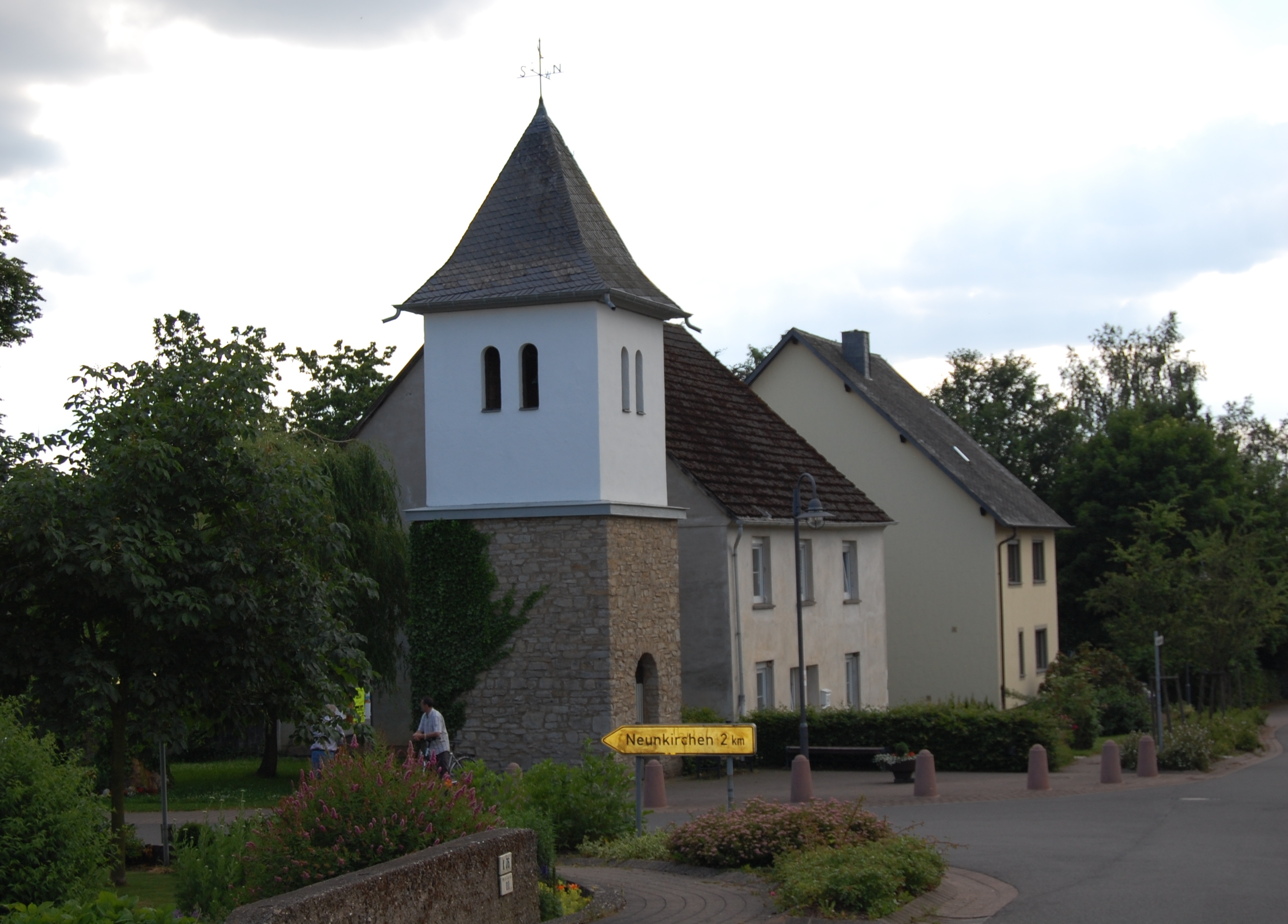
Glockenturm im Dorfzentrum

Talling im Hunsrück ist eine Ortsgemeinde im Landkreis Bernkastel-Wittlich in Rheinland-Pfalz. Sie gehört der Verbandsgemeinde Thalfang am Erbeskopf an.

## Geographie
Talling liegt etwa 20 km östlich von Trier und 8 km von der Anschlussstelle Mehring der A 1 entfernt. Der Ort liegt mitten im Hunsrück. Die höchste Erhebung in Rheinland-Pfalz, der Erbeskopf mit 816 m ü. NHN, ist etwa zehn Kilometer entfernt.

## Geschichte
Der Ort gehörte seit 1112 zur Mark Thalfang.
Nach der Französischen Revolution wurde 1794 das Linke Rheinufer und damit auch Talling von Frankreich in Besitz genommen. Talling war von 1798 bis 1814 dem Kanton Büdlich im Saardepartement zugeordnet. Talling war Hauptort einer Mairie, zu der auch die Gemeinden Berglicht, Gielert, Lückenburg, Neunkirchen und Schönberg gehörten. Aufgrund eines Gesetzes vom 26. März 1798 hoben die Franzosen die Feudalrechte in der Region auf. Nach Ende der französischen Herrschaft kam der Ort 1815 zum Königreich Preußen und wurde Verwaltungssitz der Bürgermeisterei Talling, zu der sechs Gemeinden gehörten. Seit 1946 ist der Ort Teil des damals neu gebildeten Landes Rheinland-Pfalz. Bis zur kommunalen rheinland-pfälzischen Verwaltungsreform von 1969 gehörte der Hunsrückort zum Landkreis Bernkastel.
Man kann zum Teil noch Spuren der damaligen Römerstraße, die von Trier nach Mainz führte, in den umliegenden Wäldern finden. Der Sage nach befindet sich auch die Schinderhannes-Höhle bei den „Berrja Wacken“, einer kleinen Felsgruppe in den umliegenden Wäldern.
Bevölkerungsentwicklung
Die Entwicklung der Einwohnerzahl von Talling, die Werte von 1871 bis 1987 beruhen auf Volkszählungen:
| Jahr | Einwohner |
| ---- | --------- |
| 1815 | 283       |
| 1835 | 229       |
| 1871 | 200       |
| 1905 | 187       |
| 1939 | 182       |
| 1950 | 186       |
| 1961 | 183       |

| Jahr | Einwohner |
| ---- | --------- |
| 1970 | 168       |
| 1987 | 201       |
| 2005 | 217       |
| 2011 | 222       |
| 2017 | 212       |
| 2024 | 245       |

## Politik

### Gemeinderat
Der Gemeinderat in Talling besteht aus sechs Ratsmitgliedern, die bei der Kommunalwahl am 9. Juni 2024 in einer Mehrheitswahl gewählt wurden, und der ehrenamtlichen Ortsbürgermeisterin als Vorsitzender.

### Bürgermeister
Bettina Hoff wurde am 24. Juni 2019 Ortsbürgermeisterin von Talling. Da bei der Direktwahl am 26. Mai 2019 kein Wahlvorschlag eingereicht wurde, oblag die Neuwahl gemäß rheinland-pfälzischer Gemeindeordnung dem Rat, der sich für Bettina Hoff entschied. Bei der Direktwahl am 9. Juni 2024 wurde sie als einzige Bewerberin mit einem Stimmenanteil von 87,0 % für fünf Jahre wiedergewählt.
Hoffs Vorgänger waren Wolfgang Marx, von Dezember 2014 bis 2019 Ortsbürgermeister, und zuvor Erich Thösen, der im September 2014 nach Auseinandersetzungen um die Nutzung von Windkraft sein Amt niedergelegt hatte.

### Wappen
| Wappen von Talling | Blasonierung: „Schild von Rot über Silber in erniedrigter Winkelteilung zum Schildfuß geteilt, oben in Rot eine silberne Eiche begleitet rechts unten von zwei goldenen Pflugmessern, links unten von einem goldenen Gemärke in G-Form.“ |
| Wappen von Talling | Wappenbegründung: Die vier Teile des Wappens (Eiche, Pflugmesser, Buchstabe „G“ und Boden) sind wie folgt zu deuten: Eiche: steht für die Forstwirtschaft in Talling, sowie die unter Denkmalschutz stehende Eiche in der Birkenallee. „G“: steht für Spuren der ehemaligen Siedlung Gospert in der Nähe des Ortes. Pflugmesser und Boden: symbolisieren die Landwirtschaft in Talling. |

## Infrastruktur
Im Ort gibt es eine Freiwillige Feuerwehr und den Tischtennisclub Talling 1963 e. V.

## In Talling geboren
- Heidi Keller (* 1945), Entwicklungspsychologin